# Weekmedia
Weekmedia was een uitgeverij van huis-aan-huisbladen in Amsterdam en omgeving. Weekmedia is in 2008 door Holland Combinatie (Telegraaf Media Groep) overgenomen van Argo Press (dat voorheen eigendom was van Erik de Vlieger). Weekmedia was tientallen jaren onderdeel van Het Parool, die het in augustus 2003 verkocht aan Erik de Vlieger. Weekmedia ging daarbij onder Argo Press in de zomer 2005 ook failliet en maakte een doorstart.
Weekmedia gaf de volgende titels uit: Amsterdams Stadsblad (6 edities), Weekblad voor Ouder Amstel, Amstelveens Weekblad, Uithoornse Courant en de Aalsmeerse Courant. Uithoornse Courant en de Aalsmeerse Courant stopten in 2009.
Op 21 maart 2012 stopte het Amsterdams Stadsblad; het Amstelveens Weekblad hield op 4 juni 2014 na 91 jaar op te bestaan. Het logo prijkte tot 27 juli 2016 nog op de uitgave Amstelveen Dichtbij die per 3 augustus 2016 (weer) Amstelveens Nieuwsblad is gaan heten. Het Weekblad voor Ouder Amstel bestaat als enige oud-Weekmedia titel nog wel onder de hoede van Holland Combinatie/Telegraaf Media Groep en is net als Amstelveens Nieuwsblad per 14 juni 2017 verkocht aan BDUmedia.